# Sexparty
Et sexparty eller en sexfest er gruppesex mellem nogle prostituerede og deres kunder. Undertiden kaldes de prostituerede for "værtinder". Seancen varer typisk op til et par timer og til dette brug er der stillet kondomer og køkkenrulle frem. Deltagerne skal kunne lide at se andre dyrke sex og selv blive set, så man skal ikke være for genert. Der er tale om henholdsvis voyeurisme og ekshibitionisme. Der kan i forløbet være indlagt en eller flere pauser. 
Sexparties bliver annonceret i visse blade og på internettet. Nogle sexparties kører fast hver uge, mens andre kun bliver udbudt en gang imellem. Undertiden medbringer en kunde sin kone/kvinde, og hun har derefter mulighed for erotisk samvær med de øvrige kunder. Par og kvinder kommer typisk gratis ind. Til nogle sexparties lægger deltagerne deres tøj på gulvet, mens til andre lægger hver især deres tøj i en bakke. Denne bakke har et nummer, og dette nummer sidder også på en tyk elastik, som man får udleveret. Elastikken tages på benet eller armen, ligesom i en svømmehal. 
Visse kunder er meget udfarende og begynder straks at have sex med de prostituerede, mens andre er mere tilbageholdende. De ser på de andre og venter på at det bliver deres tur. Der er normalt bedre tid til sexparties, end ved almindelig prostitutionsbesøg, da kunderne "deles om" de prostituerede. Når en kunde har haft en udløsning, har han derfor god tid til at "lade op" til den næste.
Nogle steder bruges kun til sexparties, mens der ved andre steder også bliver drevet almindelig massageklinik/bordel ved siden af.